# Верхнее Пикалово
Верхнее Пикалово — деревня в Чеховском районе Московской области России в составе муниципального образования сельское поселение Баранцевское (до 29 ноября 2006 года входила в состав Баранцевского сельского округа).
Расположена примерно в 31 км (по шоссе) на юго-восток от Чехова, на безымянном правом притоке реки Лопасни, высота центра деревни над уровнем моря — 178 м. На 2016 год в Верхнем Пикалове зарегистрировано 9 садоводческих товариществ.

## Население
| 2002 | 2006 | 2010 |
| ---- | ---- | ---- |
| 10   | ↘8   | ↗14  |

## Иллюстрации

Традиционные русские деревянные дома в деревне Верхнее Пикалово
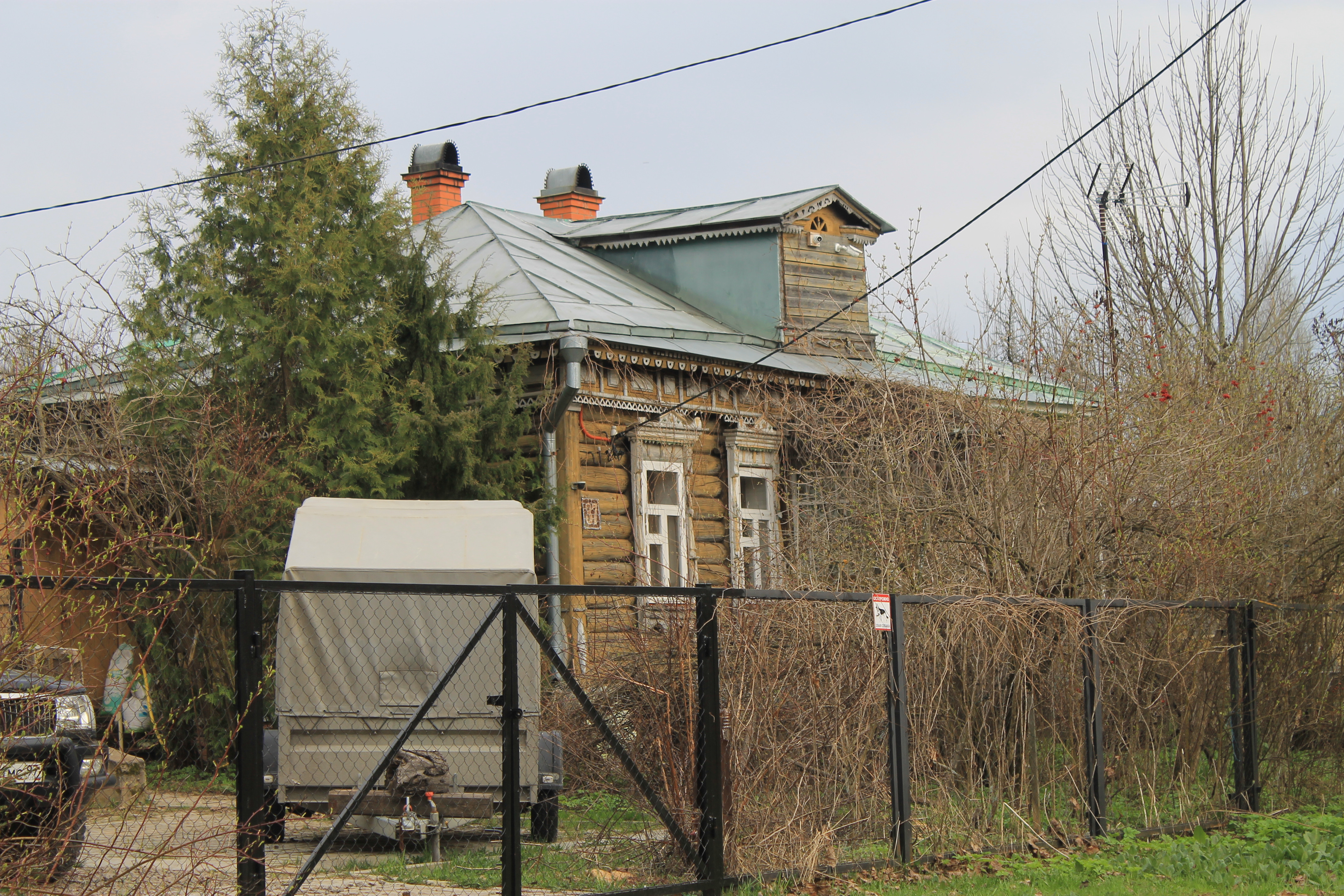
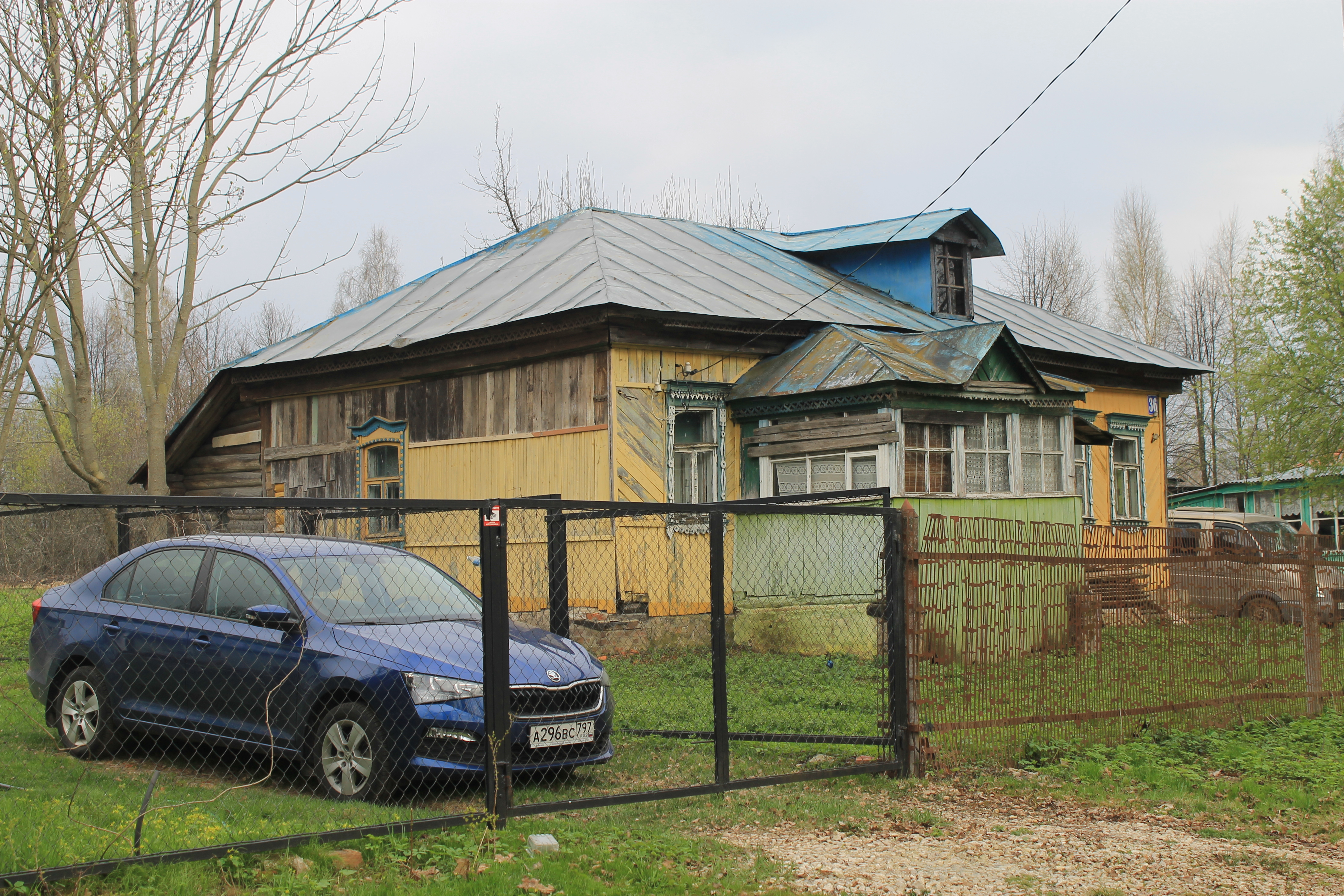
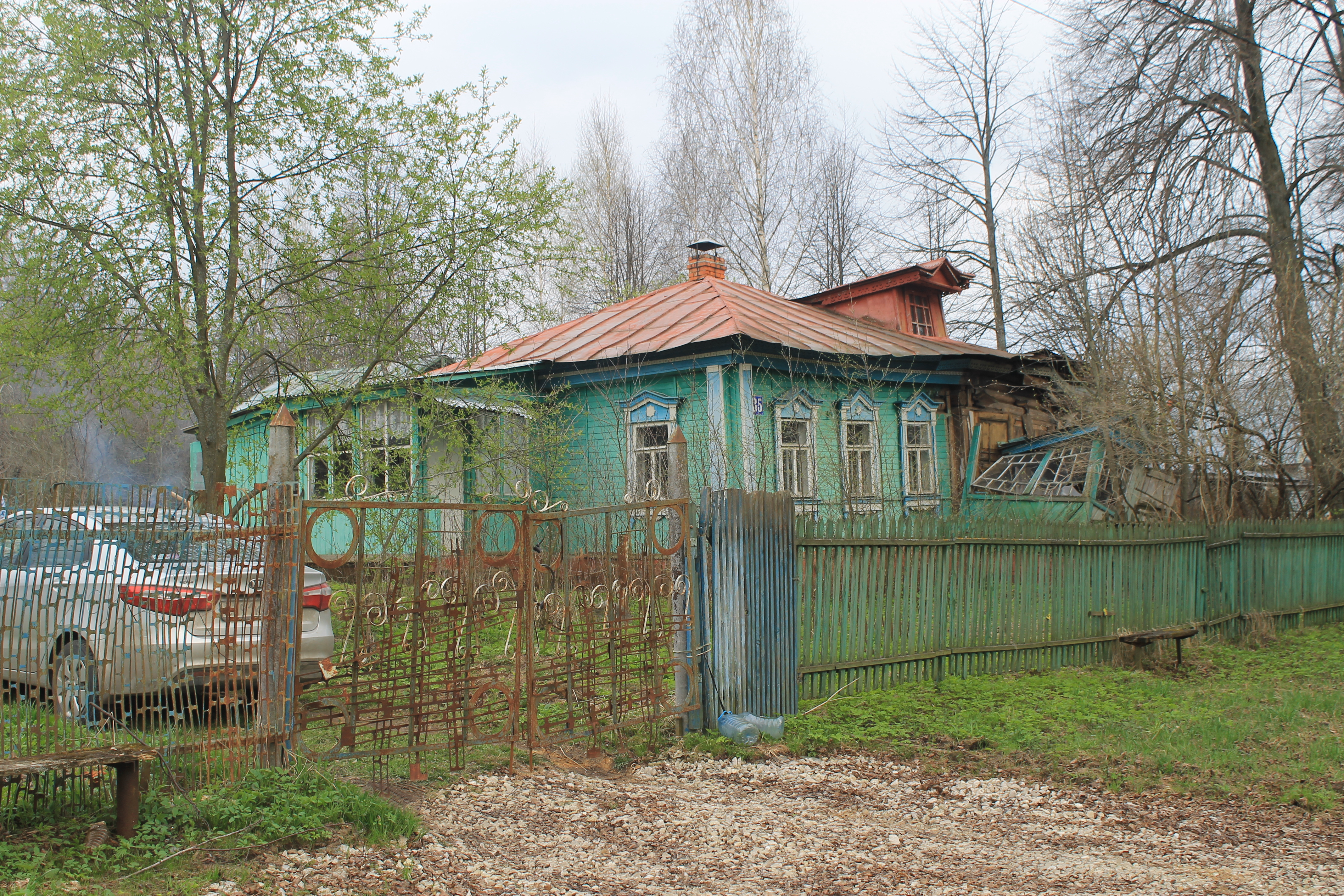
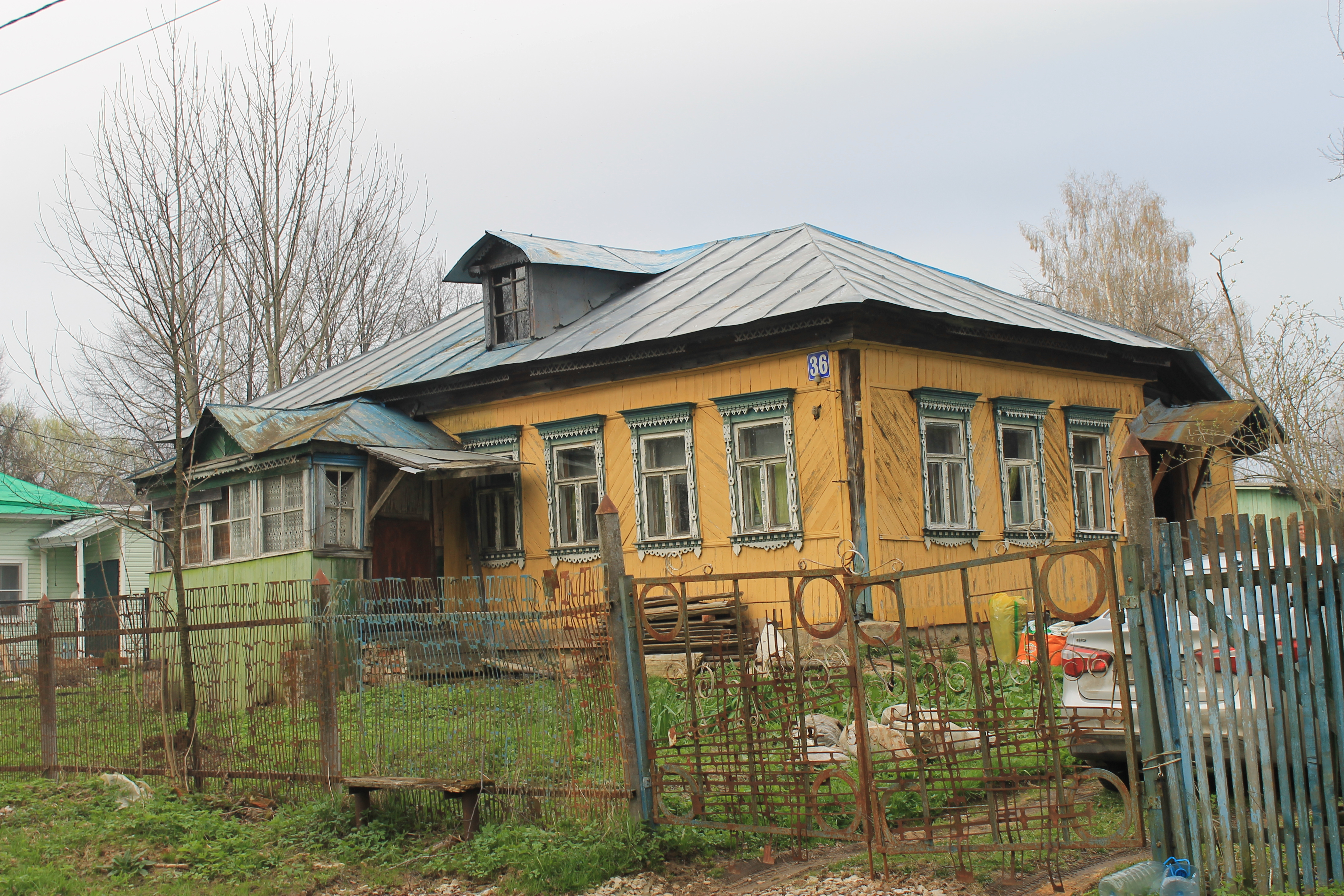
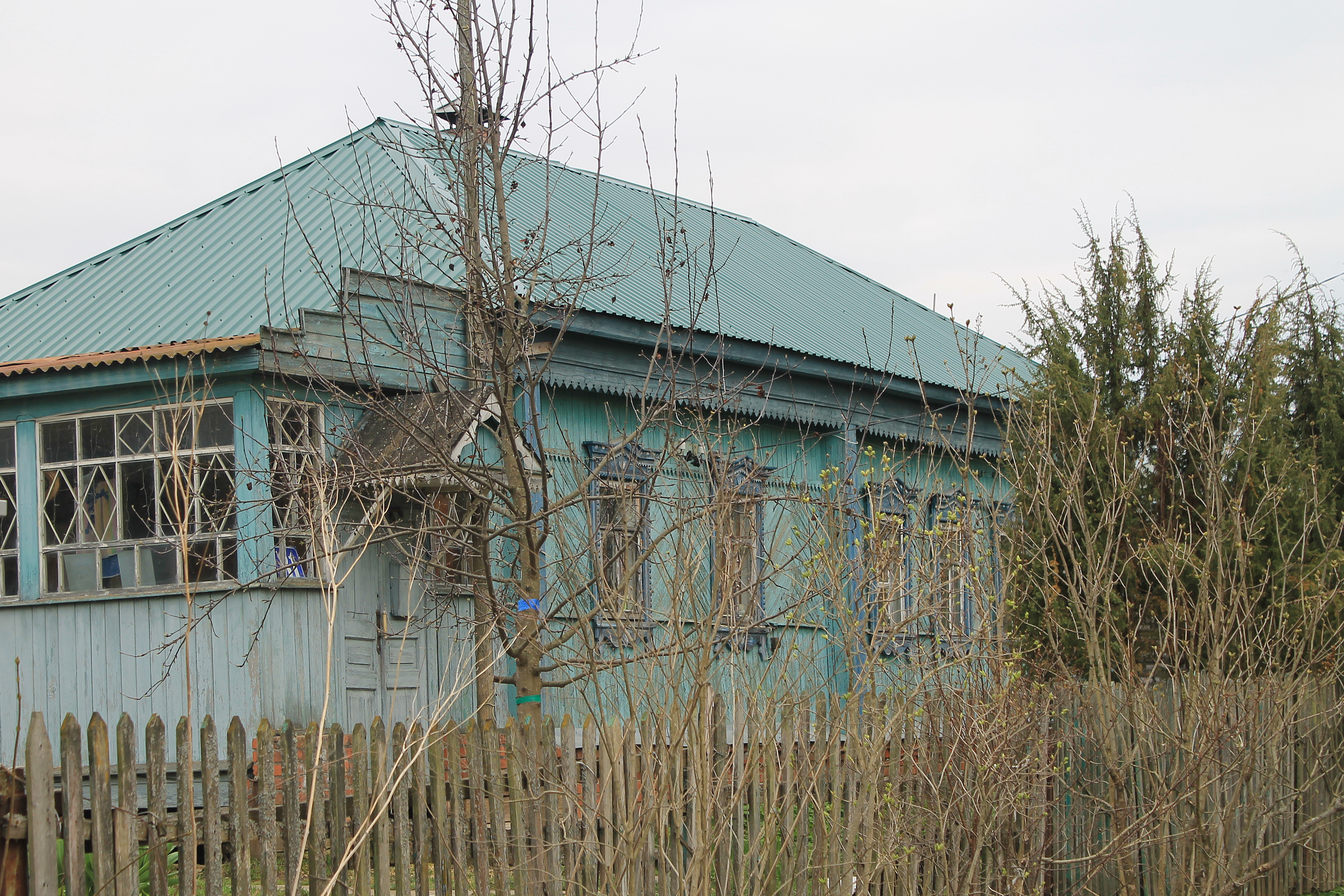
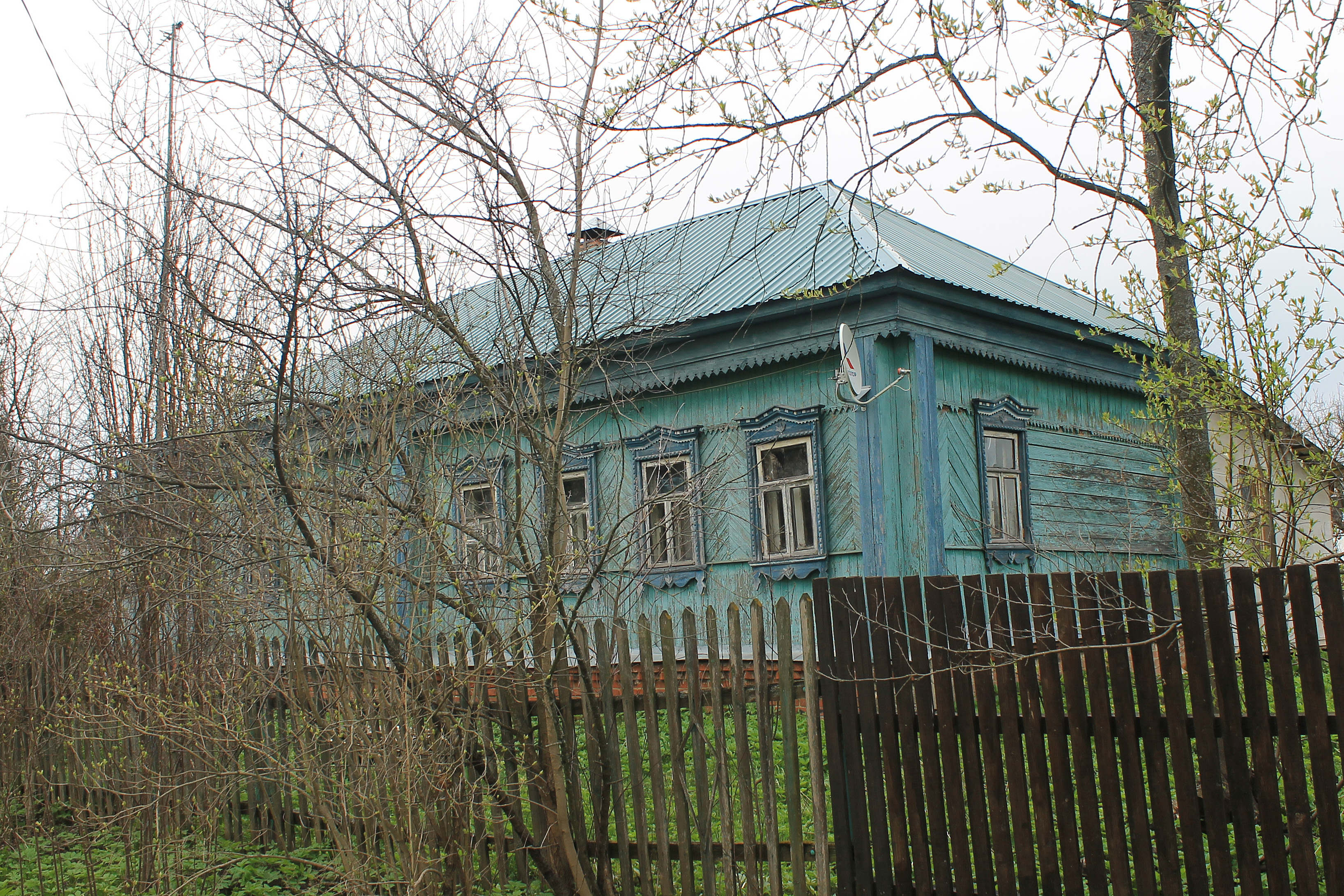
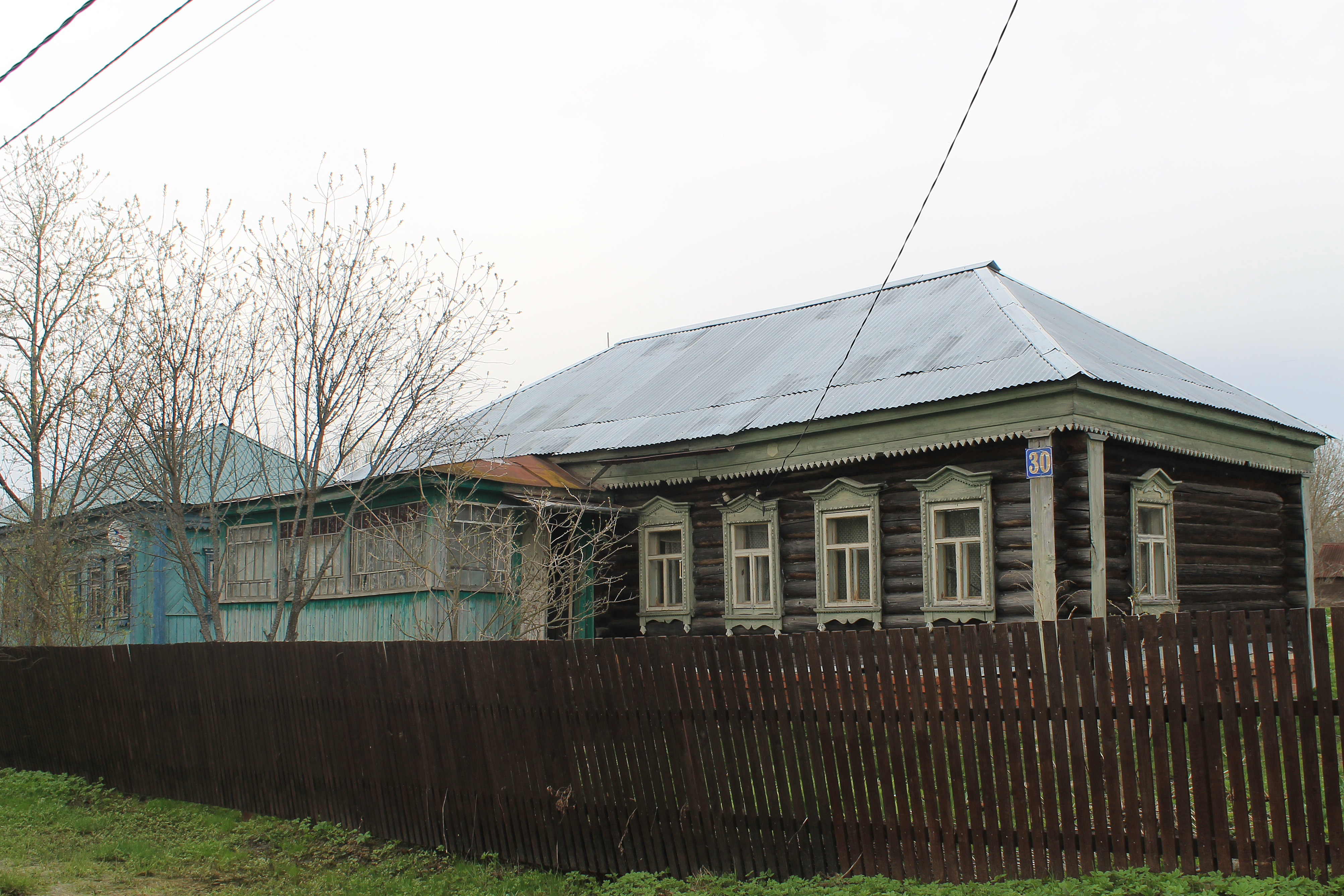
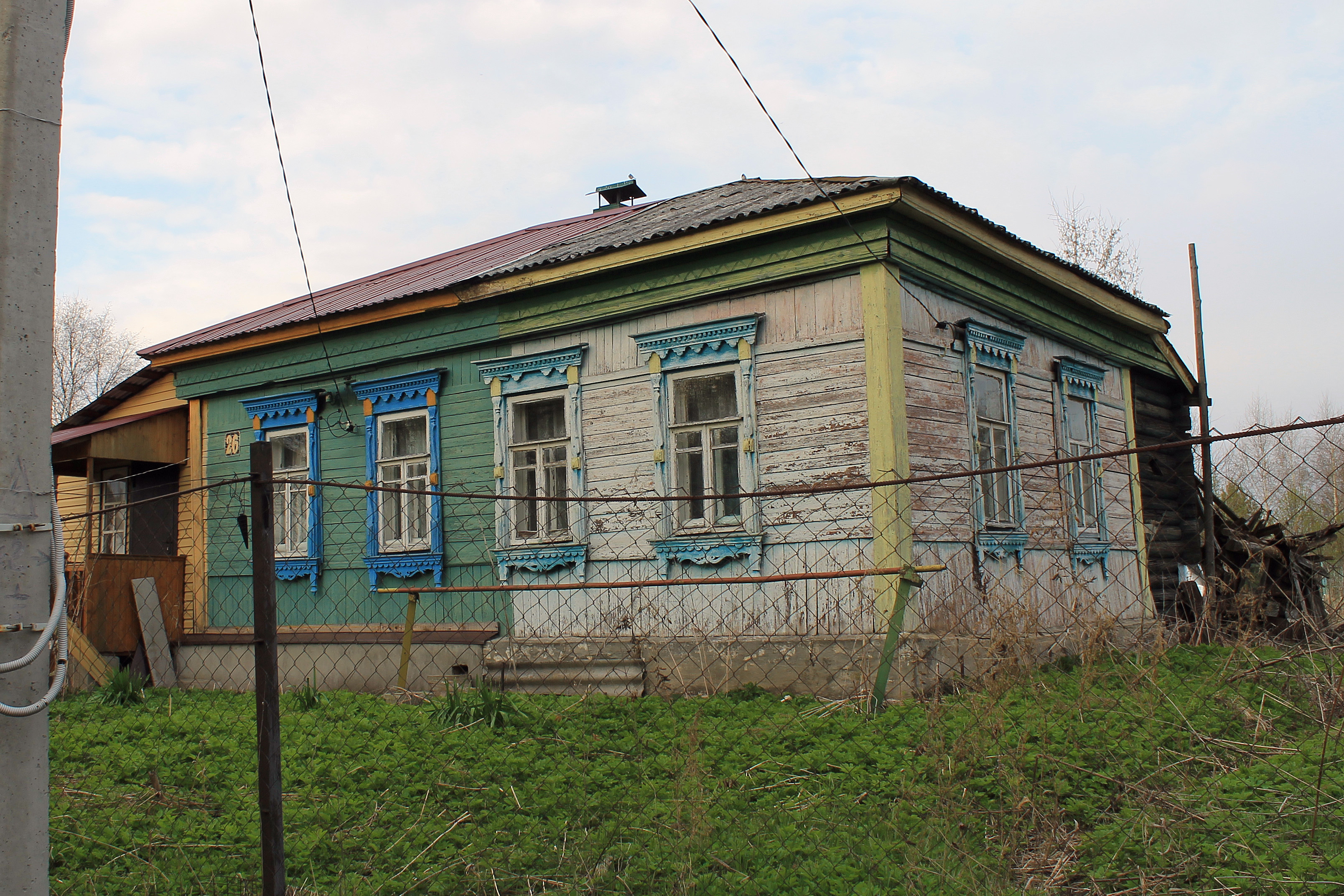
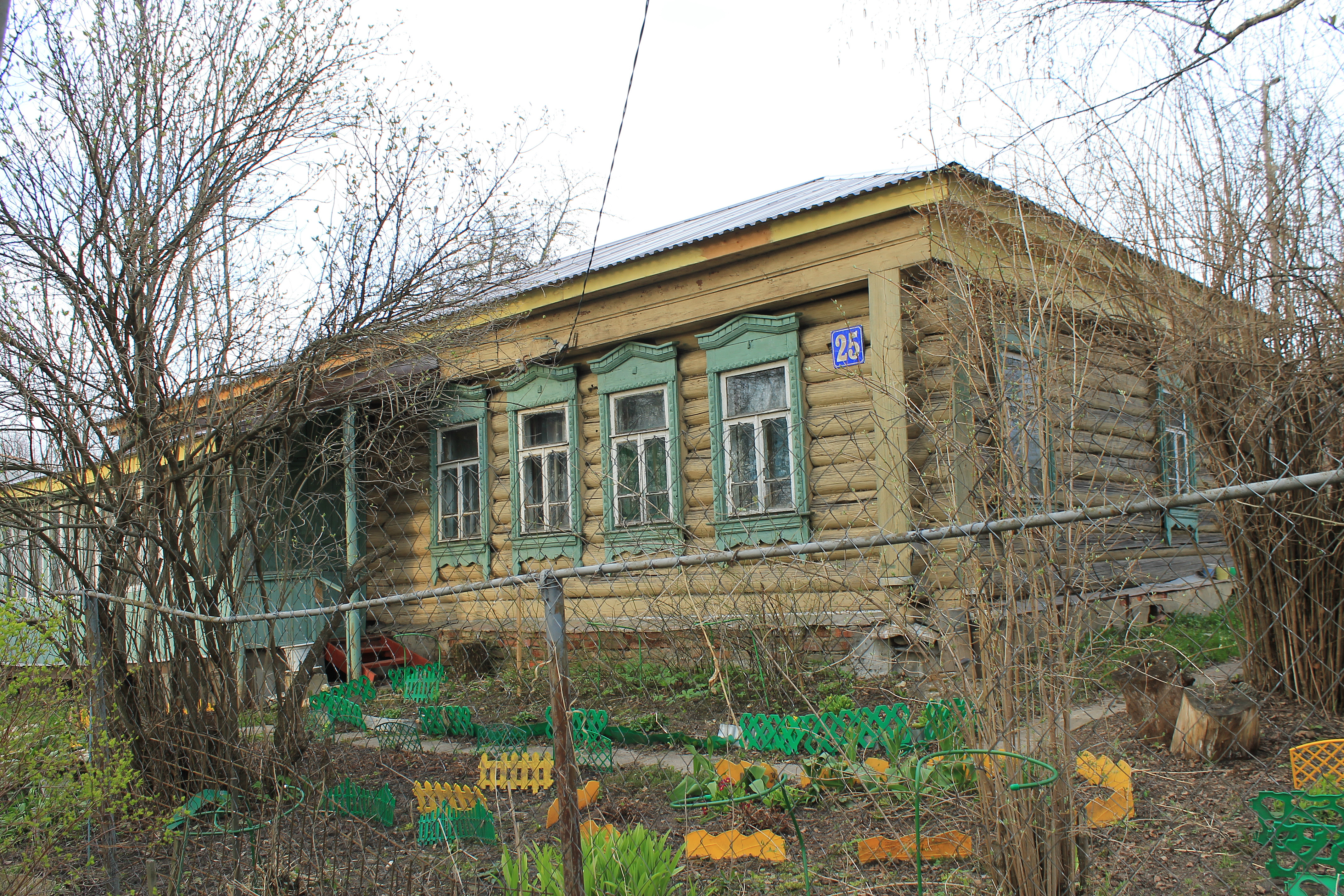
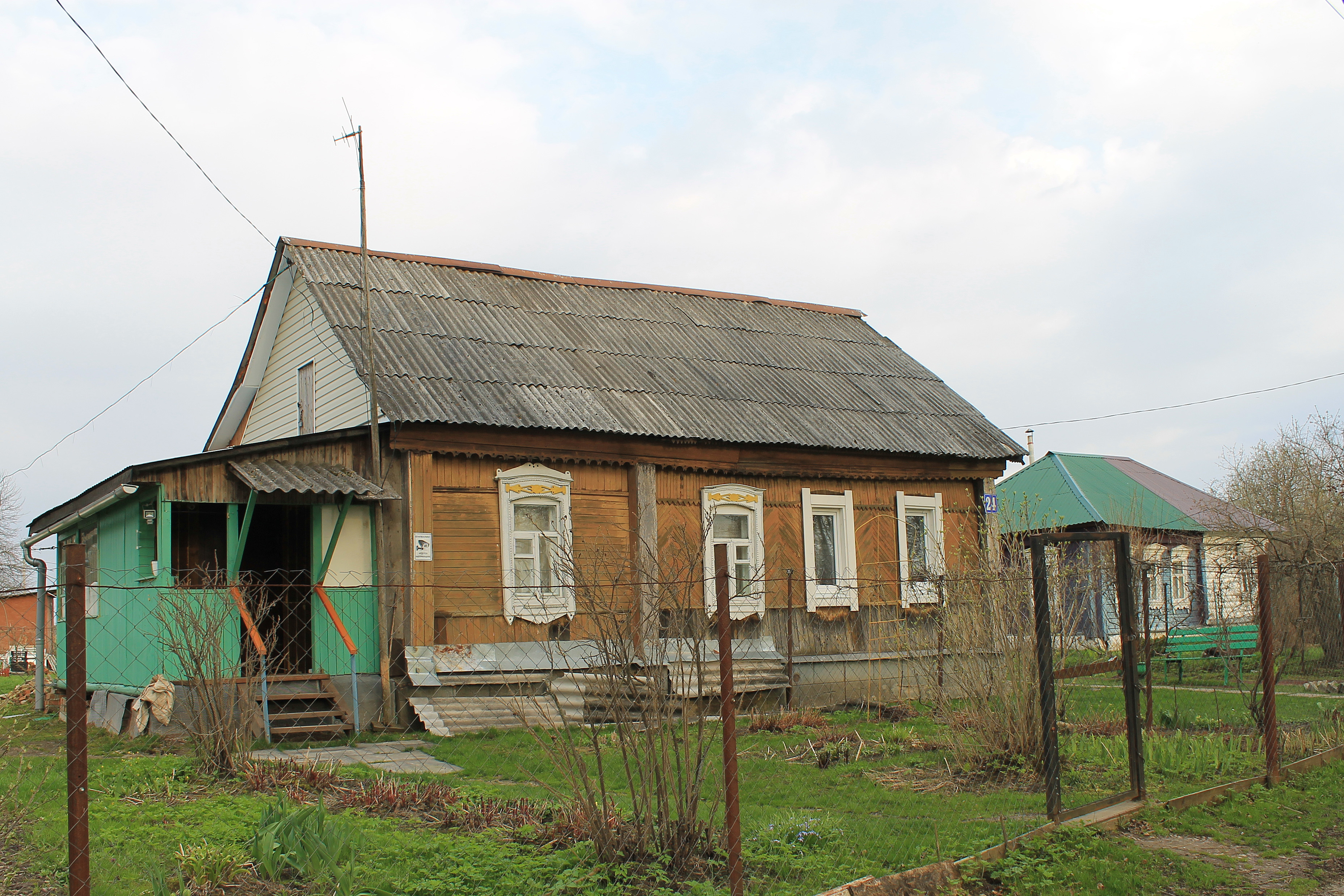
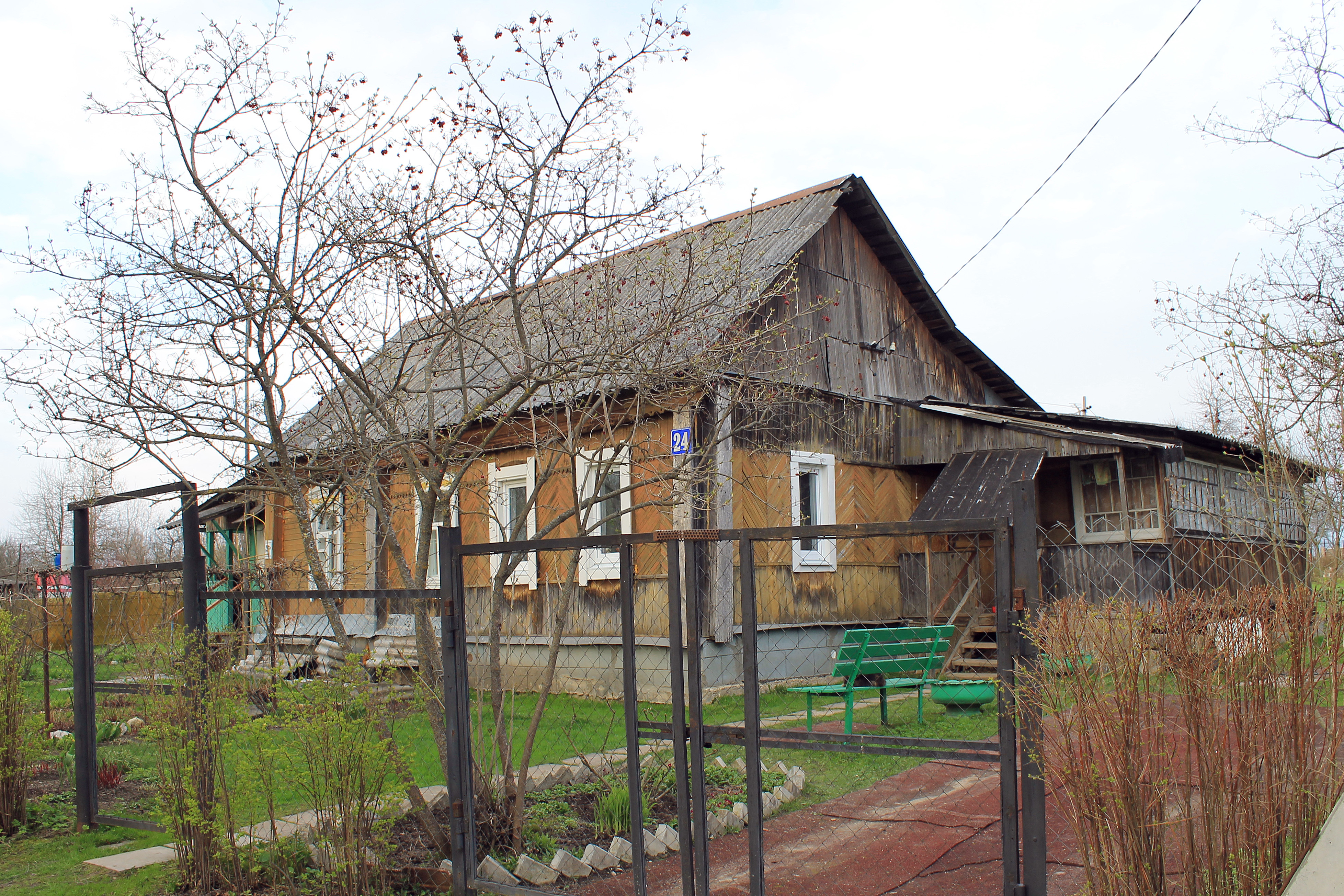
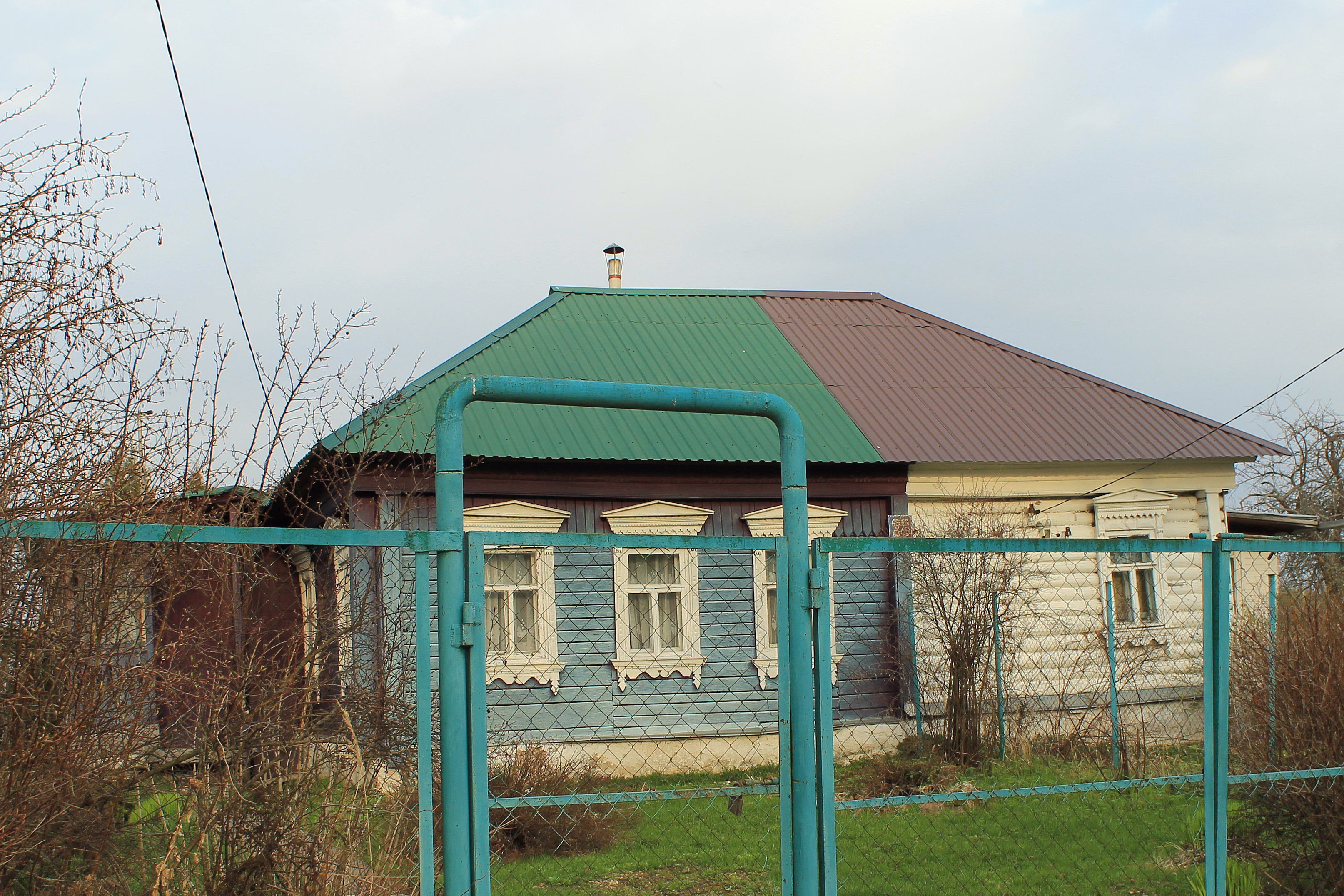